# Vegard Forren
Vegard Valgermo Forren (Kyrksæterøra, 16 febbraio 1988) è un calciatore norvegese, difensore del Træff.

## Carriera

### Club
Forren è stato scoperto dagli osservatori del Molde nel primo turno del Norgesmesterskapet 2007 contro il KIL/Hemne. Il KIL/Hemne, formazione dilettantistica, si è imposto sul Molde per 3-1, con Forren che ha giocato nell'incontro. È stato così offerto, al giovane difensore, un provino per il Molde. Poco dopo, Forren ha firmato un contratto dalla durata quinquennale con il Molde. Forren ha esordito così nella 1. divisjon il 26 agosto 2007, quando ha sostituito Toni Koskela nel successo per 12-1 sul Mandalskameratene. A fine stagione, il Molde ha conquistato la promozione nell'Eliteserien.
Il difensore ha esordito così nella massima divisione norvegese il 30 marzo 2008, quando è stato titolare nel pareggio a reti inviolate contro lo Stabæk, dove è stato eletto migliore in campo. Il 16 maggio 2009 ha segnato la prima rete nell'Eliteserien, contribuendo al pareggio per 2-2, maturato sul campo del Rosenborg. Nel campionato 2011, è stato titolare della squadra che si è aggiudicata la vittoria finale, per la prima volta nella storia del club, risultando uno dei migliori elementi della formazione.
Il 18 gennaio 2013, si è trasferito a titolo definitivo al Southampton, a cui si è legato con un contratto valido per i successivi tre anni e mezzo. Con la maglia dei Saints, però, non ha giocato alcun incontro. L'11 luglio 2013, così, ha fatto ritorno al Molde. Il trasferimento sarebbe stato completato il 15 luglio, data della riapertura del calciomercato in Norvegia. Il 4 ottobre 2014 ha vinto il campionato con il suo Molde, raggiungendo matematicamente il successo finale con quattro giornate d'anticipo grazie alla vittoria per 1-2 sul campo del Viking. Il 17 ottobre successivo, il suo nome è stato inserito tra i candidati per la vittoria del premio Kniksen per il miglior difensore del campionato.
Il 21 ottobre 2015, ha ricevuto la candidatura come miglior difensore del campionato per l'edizione annuale del premio Kniksen. Si è svincolato al termine del campionato 2016.
Libero da vincoli contrattuali, in data 3 marzo 2017 è stato reso noto che Forren sarebbe partito con il Rosenborg alla volta di Marbella, dove il club avrebbe preparato la nuova stagione. L'accordo prevedeva che il giocatore sarebbe rimasto una settimana ad allenarsi con il resto della squadra, così da valutarne l'ingaggio. Il 6 marzo ha però lasciato la Spagna, senza firmare alcun contratto.
Il 7 marzo, Forren ha firmato così un contratto valido fino al termine della stagione con il Brighton & Hove, compagine inglese militante in Championship. Al termine della stagione, la squadra ha conquistato la promozione in Premier League. Forren non ha disputato alcun incontro con questa maglia; il Brighton & Hove ha quindi annunciato che il suo contratto, in scadenza al 30 giugno, non sarebbe stato rinnovato.
Svincolato dopo l'esperienza inglese, il 27 luglio 2017 ha firmato un contratto valido fino al termine della stagione con il Molde. Ha scelto la maglia numero 29. Il 12 agosto è tornato quindi a calcare i campi da calcio norvegesi, venendo schierato titolare nella sconfitta interna per 1-2 contro il Rosenborg.
Il 12 dicembre 2017 ha prolungato il contratto che lo legava al Molde fino al 31 dicembre 2019.
Il 9 giugno 2020, Forren ha firmato un contratto annuale con il Brann. Il 22 dicembre successivo ha prolungato l'accordo che lo legava al club, fino al 31 dicembre 2021.
L'11 agosto 2021, Forren ha rescisso il contratto che lo legava al Brann.
A partire dal mese di settembre 2021, quindi, Forren ha giocato per l'Eide/Omegn, in 4. divisjon. Nel 2022 è stato in forza al Træff.
L'11 gennaio 2023, Forren è passato ai faroesi del KÍ Klaksvík.

### Nazionale
Forren ha giocato 14 incontri per la Norvegia under 21, con 3 reti all'attivo. Ha esordito il 12 giugno 2008, quando è stato titolare nel successo per 1-4 sull'Islanda under 21, a Reykjavík. Il 10 febbraio 2009 ha segnato la prima rete, nel pareggio per 1-1 contro la Spagna under 21.
Il 18 gennaio 2012 ha debuttato nella Nazionale maggiore, quando è stato titolare nel successo per 0-1 sulla Thailandia, a Bangkok. Il 3 settembre 2015 ha realizzato la prima rete, sancendo la vittoria per 0-1 sulla Bulgaria a Sofia, in una sfida valida per le qualificazioni al campionato d'Europa 2016. Il 6 settembre 2015, in virtù della sua 25ª presenza in Nazionale maggiore, gli è stato conferito il Gullklokka.

## Statistiche

### Presenze e reti nei club
Statistiche aggiornate al 17 gennaio 2023.
| Stagione       | Club            | Campionato   | Campionato | Campionato | Coppe nazionali | Coppe nazionali | Coppe nazionali | Coppe continentali | Coppe continentali | Coppe continentali | Supercoppe | Supercoppe | Supercoppe | Totale | Totale |
| Stagione       | Club            | Comp         | Pres       | Reti       | Comp            | Pres            | Reti            | Comp               | Pres               | Reti               | Comp       | Pres       | Reti       | Pres   | Reti   |
| -------------- | --------------- | ------------ | ---------- | ---------- | --------------- | --------------- | --------------- | ------------------ | ------------------ | ------------------ | ---------- | ---------- | ---------- | ------ | ------ |
| gen.-ago. 2007 | KIL/Hemne       | 3D           | ?          | ?          | CN              | ?               | ?               | -                  | -                  | -                  | -          | -          | -          | ?      | ?      |
| ago.-dic. 2007 | Molde           | 1D           | 7          | 0          | CN              | 0               | 0               | -                  | -                  | -                  | -          | -          | -          | 7      | 0      |
| 2008           | Molde           | ES           | 25         | 0          | CN              | 5               | 1               | -                  | -                  | -                  | -          | -          | -          | 30     | 1      |
| 2009           | Molde           | ES           | 27         | 3          | CN              | 7               | 1               | -                  | -                  | -                  | -          | -          | -          | 34     | 4      |
| 2010           | Molde           | ES           | 28         | 0          | CN              | 3               | 0               | UEL                | 4                  | 0                  | -          | -          | -          | 35     | 0      |
| 2011           | Molde           | ES           | 29         | 1          | CN              | 2               | 0               | -                  | -                  | -                  | -          | -          | -          | 31     | 1      |
| 2012           | Molde           | ES           | 30         | 1          | CN              | 3               | 0               | UCL                | 3+7                | 1+0                | SN         | 1          | 1          | 44     | 3      |
| gen.-giu. 2013 | Southampton     | PL           | 0          | 0          | FACup+CdL       | -               | -               | -                  | -                  | -                  | -          | -          | -          | 0      | 0      |
| lug.-dic. 2013 | Molde           | ES           | 14         | 0          | CN              | 2               | 0               | UCL+UEL            | 4+2                | 0                  | -          | -          | -          | 22     | 0      |
| 2014           | Molde           | ES           | 28         | 4          | CN              | 6               | 0               | UEL                | 4                  | 2                  | -          | -          | -          | 38     | 6      |
| 2015           | Molde           | ES           | 27         | 1          | CN              | 3               | 0               | UCL+UEL            | 4+9                | 0+1                | -          | -          | -          | 43     | 2      |
| 2016           | Molde           | ES           | 23         | 0          | CN              | 1               | 0               | -                  | -                  | -                  | -          | -          | -          | 24     | 0      |
| mar.-giu. 2017 | Brighton & Hove | FLC          | 0          | 0          | FACup+CdL       | -               | -               | -                  | -                  | -                  | -          | -          | -          | 0      | 0      |
| lug.-dic. 2017 | Molde           | ES           | 10         | 0          | CN              | 2               | 0               | -                  | -                  | -                  | -          | -          | -          | 12     | 0      |
| 2018           | Molde           | ES           | 26         | 1          | CN              | 1               | 0               | UEL                | 8                  | 0                  | -          | -          | -          | 35     | 1      |
| 2019           | Molde           | ES           | 19         | 0          | CN              | 3               | 0               | UEL                | 7                  | 1                  | -          | -          | -          | 29     | 1      |
| Totale Molde   | Totale Molde    | Totale Molde | 293        | 10         |                 | 39              | 2               |                    | 51                 | 5                  |            | 1          | 1          | 384    | 18     |
| 2020           | Brann           | ES           | 25         | 0          | -               | -               | -               | -                  | -                  | -                  | -          | -          | -          | 25     | 0      |
| gen.-ago. 2021 | Brann           | ES           | 11         | 0          | CN              | 0               | 0               | -                  | -                  | -                  | -          | -          | -          | 11     | 0      |
| Totale Brann   | Totale Brann    | Totale Brann | 36         | 0          |                 | 0               | 0               |                    | -                  | -                  |            | -          | -          | 36     | 0      |
| set.-dic. 2021 | Eide/Omegn      | 4D           | 5          | 0          | CN              | -               | -               | -                  | -                  | -                  | -          | -          | -          | 5      | 0      |
| 2022           | Træff           | 3D           | 22         | 2          | CN              | 1               | 0               | -                  | -                  | -                  | -          | -          | -          | 23     | 2      |
| 2023           | KÍ Klaksvík     | FD           | 0          | 0          | CF              | 0               | 0               | UCL                | 0                  | 0                  | -          | -          | -          | 0      | 0      |
| Totale         | Totale          | Totale       | 355+       | 12+        |                 | 40+             | 2+              |                    | 51                 | 5                  |            | 1          | 1          | 448+   | 20+    |

### Cronologia presenze e reti in Nazionale
| Cronologia completa delle presenze e delle reti in nazionale ― Norvegia | Cronologia completa delle presenze e delle reti in nazionale ― Norvegia | Cronologia completa delle presenze e delle reti in nazionale ― Norvegia | Cronologia completa delle presenze e delle reti in nazionale ― Norvegia | Cronologia completa delle presenze e delle reti in nazionale ― Norvegia | Cronologia completa delle presenze e delle reti in nazionale ― Norvegia | Cronologia completa delle presenze e delle reti in nazionale ― Norvegia | Cronologia completa delle presenze e delle reti in nazionale ― Norvegia |
| Data                                                                    | Città                                                                   | In casa                                                                 | Risultato                                                               | Ospiti                                                                  | Competizione                                                            | Reti                                                                    | Note                                                                    |
| ----------------------------------------------------------------------- | ----------------------------------------------------------------------- | ----------------------------------------------------------------------- | ----------------------------------------------------------------------- | ----------------------------------------------------------------------- | ----------------------------------------------------------------------- | ----------------------------------------------------------------------- | ----------------------------------------------------------------------- |
| 18/01/2012                                                              | Bangkok                                                                 | Thailandia                                                              | 0 – 1                                                                   | Norvegia                                                                | Amichevole                                                              | -                                                                       |                                                                         |
| 21/01/2012                                                              | Bangkok                                                                 | Corea del Sud                                                           | 3 – 0                                                                   | Norvegia                                                                | Amichevole                                                              | -                                                                       |                                                                         |
| 12/10/2012                                                              | Berna                                                                   | Svizzera                                                                | 1 – 1                                                                   | Norvegia                                                                | Qual. Mondiali 2014                                                     | -                                                                       |                                                                         |
| 16/10/2012                                                              | Larnaca                                                                 | Cipro                                                                   | 1 – 3                                                                   | Norvegia                                                                | Qual. Mondiali 2014                                                     | -                                                                       |                                                                         |
| 14/11/2012                                                              | Budapest                                                                | Ungheria                                                                | 0 – 2                                                                   | Norvegia                                                                | Amichevole                                                              | -                                                                       |                                                                         |
| 07/02/2013                                                              | Siviglia                                                                | Ucraina                                                                 | 2 – 0                                                                   | Norvegia                                                                | Amichevole                                                              | -                                                                       |                                                                         |
| 22/03/2013                                                              | Oslo                                                                    | Norvegia                                                                | 0 – 1                                                                   | Albania                                                                 | Qual. Mondiali 2014                                                     | -                                                                       |                                                                         |
| 14/08/2013                                                              | Solna                                                                   | Svezia                                                                  | 4 – 2                                                                   | Norvegia                                                                | Amichevole                                                              | -                                                                       |                                                                         |
| 15/11/2013                                                              | Herning                                                                 | Danimarca                                                               | 2 – 1                                                                   | Norvegia                                                                | Amichevole                                                              | -                                                                       |                                                                         |
| 19/11/2013                                                              | Molde                                                                   | Norvegia                                                                | 0 – 1                                                                   | Scozia                                                                  | Amichevole                                                              | -                                                                       |                                                                         |
| 15/01/2014                                                              | Abu Dhabi                                                               | Moldavia                                                                | 1 – 2                                                                   | Norvegia                                                                | Amichevole                                                              | -                                                                       |                                                                         |
| 05/03/2014                                                              | Praga                                                                   | Rep. Ceca                                                               | 2 – 2                                                                   | Norvegia                                                                | Amichevole                                                              | -                                                                       |                                                                         |
| 31/05/2014                                                              | Oslo                                                                    | Norvegia                                                                | 1 – 1                                                                   | Russia                                                                  | Amichevole                                                              | -                                                                       |                                                                         |
| 27/08/2014                                                              | Stavanger                                                               | Norvegia                                                                | 0 – 0                                                                   | Emirati Arabi Uniti                                                     | Amichevole                                                              | -                                                                       |                                                                         |
| 03/09/2014                                                              | Londra                                                                  | Inghilterra                                                             | 1 – 0                                                                   | Norvegia                                                                | Amichevole                                                              | -                                                                       |                                                                         |
| 09/09/2014                                                              | Oslo                                                                    | Norvegia                                                                | 0 – 2                                                                   | Italia                                                                  | Qual. Euro 2016                                                         | -                                                                       |                                                                         |
| 10/10/2014                                                              | Ta' Qali                                                                | Malta                                                                   | 0 – 3                                                                   | Norvegia                                                                | Qual. Euro 2016                                                         | -                                                                       |                                                                         |
| 13/10/2014                                                              | Oslo                                                                    | Norvegia                                                                | 2 – 1                                                                   | Bulgaria                                                                | Qual. Euro 2016                                                         | -                                                                       |                                                                         |
| 12/11/2014                                                              | Oslo                                                                    | Norvegia                                                                | 0 – 1                                                                   | Estonia                                                                 | Amichevole                                                              | -                                                                       |                                                                         |
| 16/11/2014                                                              | Baku                                                                    | Azerbaigian                                                             | 0 – 1                                                                   | Norvegia                                                                | Qual. Euro 2016                                                         | -                                                                       |                                                                         |
| 28/03/2015                                                              | Zagabria                                                                | Croazia                                                                 | 5 – 1                                                                   | Norvegia                                                                | Qual. Euro 2016                                                         | -                                                                       |                                                                         |
| 06/06/2015                                                              | Oslo                                                                    | Norvegia                                                                | 0 – 0                                                                   | Svezia                                                                  | Amichevole                                                              | -                                                                       |                                                                         |
| 12/06/2015                                                              | Oslo                                                                    | Norvegia                                                                | 0 – 0                                                                   | Azerbaigian                                                             | Qual. Euro 2016                                                         | -                                                                       |                                                                         |
| 03/09/2015                                                              | Sofia                                                                   | Bulgaria                                                                | 0 – 1                                                                   | Norvegia                                                                | Qual. Euro 2016                                                         | 1                                                                       |                                                                         |
| 06/09/2015                                                              | Oslo                                                                    | Norvegia                                                                | 2 – 0                                                                   | Croazia                                                                 | Qual. Euro 2016                                                         | -                                                                       |                                                                         |
| 10/10/2015                                                              | Oslo                                                                    | Norvegia                                                                | 2 – 0                                                                   | Malta                                                                   | Qual. Euro 2016                                                         | -                                                                       |                                                                         |
| 13/10/2015                                                              | Roma                                                                    | Italia                                                                  | 2 – 1                                                                   | Norvegia                                                                | Qual. Euro 2016                                                         | -                                                                       |                                                                         |
| 12/11/2015                                                              | Oslo                                                                    | Norvegia                                                                | 0 – 1                                                                   | Ungheria                                                                | Qual. Euro 2016                                                         | -                                                                       |                                                                         |
| 15/11/2015                                                              | Budapest                                                                | Ungheria                                                                | 2 – 1                                                                   | Norvegia                                                                | Qual. Euro 2016                                                         | -                                                                       |                                                                         |
| 24/03/2016                                                              | Tallinn                                                                 | Estonia                                                                 | 0 – 0                                                                   | Norvegia                                                                | Amichevole                                                              | -                                                                       |                                                                         |
| 01/06/2016                                                              | Oslo                                                                    | Norvegia                                                                | 3 – 2                                                                   | Islanda                                                                 | Amichevole                                                              | -                                                                       |                                                                         |
| 05/06/2016                                                              | Bruxelles                                                               | Belgio                                                                  | 3 – 2                                                                   | Norvegia                                                                | Amichevole                                                              | -                                                                       |                                                                         |
| 11/11/2016                                                              | Praga                                                                   | Rep. Ceca                                                               | 2 – 1                                                                   | Norvegia                                                                | Amichevole                                                              | -                                                                       |                                                                         |
| Totale                                                                  |                                                                         | Presenze                                                                | 33                                                                      |                                                                         | Reti                                                                    | 1                                                                       |                                                                         |

## Palmarès

### Club
- Campionato norvegese: 4

Molde: 2011, 2012, 2014, 2019
- Superfinalen: 1

Molde: 2012
- Coppa di Norvegia: 2

Molde: 2013, 2014

### Individuale
- Difensore dell’anno del campionato norvegese: 1

2012
- Gullklokka

2015